# Max Franssen
Maximiliaan Henricus Hubertus (Max) Franssen (Roermond, 28 maart 1903 - 5 juli 1987) was een Nederlands advocaat en collaborateur. Tijdens de Tweede Wereldoorlog was hij Verwalter van ongeveer 200 Joodse bedrijven en liquideerde hij meerdere politieke organisaties. Daarnaast was hij lid van de Nationaal-Socialistische Beweging, juridisch adviseur van de Nederlandse Oost Compagnie en commissaris van de NSB-uitgeverij ‘Oceanus’. Als reserve-kapitein was Franssen betrokken aan de Nederlandse zijde bij de Slag om de Grebbenberg.

## Levensloop
Franssen was de zoon van architect Caspar Franssen en de Belgische Leonie Elisa Guillaume en groeide in Roermond op in een gezin met 6 kinderen. Franssen was de broer van architect Joseph Franssen en kunstschilder Leo Franssen.
In 1932 verhuisde hij van Parijs naar Den Haag. In 1933 werd hij benoemd tot adjunct-secretaris bij de Staatscommissie voor de Nederlandse Burgerlijke Wetgeving in Den Haag.

## Tweede Wereldoorlog

### Verstrekken immigratievergunning
Voor de oorlog zou Franssen zich hebben beziggehouden met het verstrekken van immigratievergunningen. In september 1938 verzorgde hij de aanvraag voor een immigratievergunning voor de Turks-Joodse Rifat Avigdor. Avigdor was ingenieur bij het Reichsluftfahrtministerium in Berlijn. Doordat Avigdor kennis had van geheime informatie mocht hij Berlijn niet verlaten. Daarnaast had hij patenten in bezit van diverse vliegtuigonderdelen die hij had ontwikkeld waaronder de zelfaanzuigende brandstofpomp. De vergunning werd aangevraagd door G.A.M. van Dusseldorp en mr A.D. van Buuren, directeur van Montan Export NV die handelde in ertsen, metalen en machines. Avigdor kwam bij Beek de grens over en werd volgens Franssen “verwelkomd door Nederlandsche marechaussee.” Avigdor vertrok na het bombardement van Rotterdam in mei 1940 naar Groot-Brittannië waar hij zijn kennis van de Duitse luchtvaart gebruikte ten behoeve van het Britse leger. Avigdor stond door zijn vlucht naar Groot-Brittannië op de Sonderfahndungliste GB. 

#### Lidmaatschap NSB
Mede door zijn hulp aan Avigdor stond Franssen volgens Graaf de Marchant et d'Ansembourg op de lijst van personen die door de Duitsers gearresteerd moesten worden. Om die reden sloot Franssen zich aan bij de Nationaal-Socialistische Beweging, aldus mr. Croon die na de Tweede Wereldoorlog de verdediging van Franssen deed. Echter werd Franssen nadat hij zich bij de NSB had aangesloten ook lid van het Rechtsfront en maakte hij meerdere reizen naar Duitsland waardoor deze uitspraak werd betwist. Franssen hield vol dat dit een kwestie was van “positieversterking”.

### Verwalter en liquidateur
In 1941 werd Franssen door Seyss-Inquart benoemd tot Velwalter. Als Verwalter beheerde Franssen een tweehonderdtal zaken en liquideerde hij diverse organisaties en instellingen. Hij was onder meer verantwoordelijk voor het liquideren van de Nederlandse Militaire Bond, de Staatskundig Gereformeerde Partij (SGP), de Vrijzinnig Democratische Bond (VDB), de Christelijk-Democratische Unie (CDU), de Nederlandsche Beweging voor Eenheid door Democratie (EDD), Roomsch-Katholieke Staatspartij (RKSP) en aanverwante verenigingen zoals de Vrouwenbeweging De Graal, de Vereniging voor Huisvrouwen, een aantal lokale jeugdorganisaties.
Deze organisaties werden gezien als verboden organisaties. Zo zou de Nederlandsche Beweging voor Eenheid door Democratie gedeeltelijk werden gefinancierd met Joodse gelden. De Nieuw-Malthusiaanse Bond, die in november 1940 werd ontbonden, was een organisatie die zich richtte op geboortebeperking en gezinsplanning. Dit stond haaks op de Nazi-ideologie dat het geboortecijfer zo veel mogelijk moest worden verhoogd om het Arische ras uit te breiden.

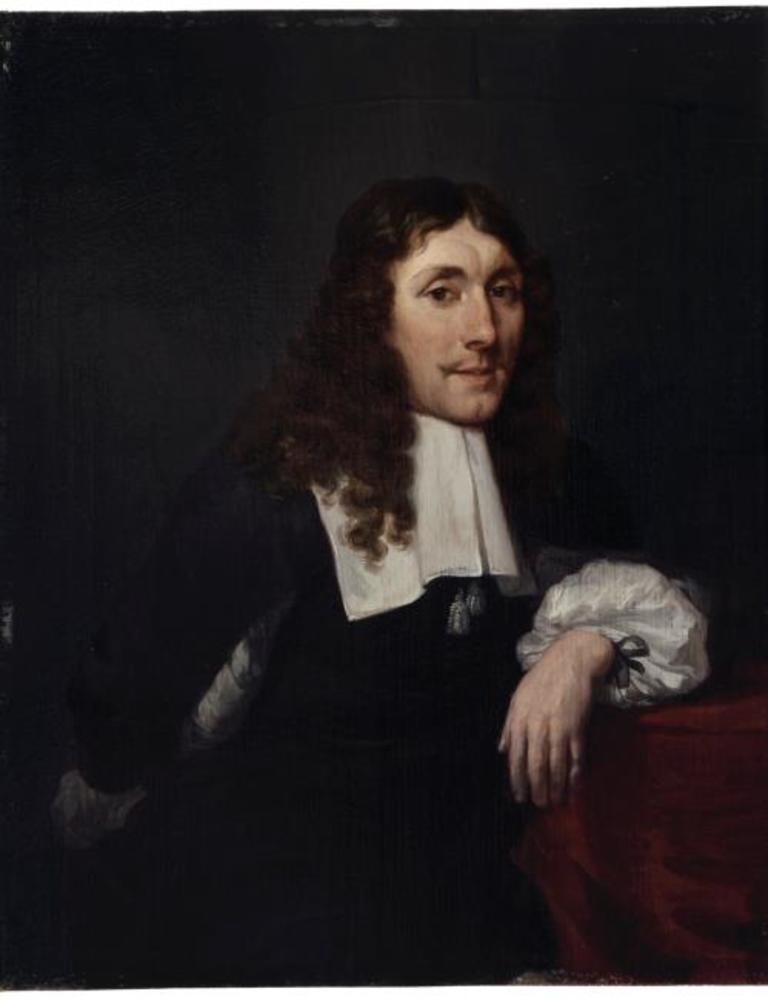
‘Portret van een onbekende man’ door Jacob Esselens uit het nalatenschap van Hans Ludwig Larsen.

#### Kunstverkoop
Na het overlijden van Jozef Stodel en Hans Ludwig Larsen, beiden Joods, kwam hun nalatenschap in 1941 in beheer bij Franssen. In 1943 liet Franssen de kunstwerken uit hun nalatenschappen veilen bij antiek- en kunstveiling Van Marle & Bignell uit Den Haag.
Het schilderij ‘Portret van een onbekende man’ door Jacob Esselens was één van de schilderijen die door Franssen was geconfisqueerd en verkocht. Het werk kwam uit de nalatenschap van Hans Ludwig Larsen. Op 14 januari 1943 werd het door Franssen geconfisqueerd en geveild door Van Marle & Bignell. Het stuk werd aangekocht door de Duitse kunsthistoricus en Nazi Erhard Göpel en kwam het op 1 maart 1943 terecht in het Führermuseum in Linz.

### Nederlandse Oost Compagnie
Franssens was juridisch adviseur van de Nederlandse Oost Compagnie. Deze organisatie werd in 1942 opgericht door Meinoud Rost van Tonningen met deelname van de Nederlandsche Bank. De organisatie had als doel om Nederlandse koloniën te stichten in door Nazi-Duitsland veroverde gebieden.

### N.V. Uitgeversmaatschappij Oceanus
In juni 1941 werd in Den Haag de Nationaal-Socialistische N.V. Uitgeversmaatschappij Oceanus opgericht. Robert John Goddard, voorheen eigenaar van Uitgeverij Boek en Periodiek-R.J. Goddard trad aan als directeur. Sam van Deventer, directeur van het Kröller-Müller museum, de Amsterdamse bankier G.H. de Marez Oyens en Franssen vormden samen de Raad van Commissarissen van de uitgeverij.

## Arrestatie en veroordeling
Op 24 juli 1944 werd Franssen in Deventer gevangen genomen. Op 26 september 1944 kwam Franssen aan in Grüne bei Lissa, een krijgsgevangenenkamp voor Nederlandse officieren en reserveofficieren bij Leszno, Polen. Hij gebruikte daar de naam ‘Louis Franse’. In het krijgsgevangenenkamp komen ze erachter dat hij collaborateur was. Franssen mocht geen Nederlandse officiersdistinctieven meer dragen en geen contact hebben met de Duitsers. Op 27 september 1944 werd hij uit het kamp verbannen. Franssen werd geboeid aan de poort gelegd en aan de Duitse schildwachten werd verteld dat zij zelf hun “vuiltje” mochten hebben. Op 6 oktober 1944 werd hij naar krijgsgevangenenkamp Ilag VII/Oflag Tittmoning gestuurd en om dezelfde reden weggestuurd.

### Veroordeling
Tegen Franssen werd in 1948 4,5 jaar cel met aftrek van het voorarrest geëist. Het onderzoek naar Franssen werd geleid door de Politieke Recherche Afdeling Collaboratie. In 1948 was Franssen reeds 3 jaar geïnterneerd geweest, van 5 mei 1945 tot 19 mei 1948, onder andere in de strafgevangenis van Scheveningen. Tijdens de rechtszitting werd Franssen beschuldigd van spionage voor de SD, verraad en het stelen van Joodse goederen. Daarnaast zou Franssen bevriend zijn geweest met Arthur Seyss-Inquart. Volgens de pleidooien van zijn advocaten mr. C. Croon en mr. A.J.M. van Dal waren deze beweringen onjuist.
De reden dat Franssen zich had aangesloten bij de NSB was op aanraden van Graaf de Marchant et d'Ansembourg., aldus mr. Croon. Volgens Marchant et d'Ansembourg stond Franssen op de lijst van personen die door de Duitsers gearresteerd moesten worden. Ook had volgens Croon niemand geklaagd over de manier waarop Franssen het beheer had gevoerd over hun goederen, de meesten waren zelfs dankbaar. Mr. Hollander, procureur-fiscaal, stelde dat Franssen 325.000 gulden had verdiend tijdens de bezettingsjaren. Volgens mr. Croon was dit 25.000 gulden. Franssen zou zich tijdens de oorlog vooral verscholen hebben achter zijn beroep en enkel hebben gehandeld uit “financiële correctheid” en plichtsbesef en niet vanuit een politiek oogpunt. Ondanks dat Franssen financieel correct was geweest, had hij volgens mr. Hollander “geen correcte geesteshouding”. Ook noemde Hollander hem een “schijnheilige profiteur” die als liquidateur de vijand behulpzaam was geweest.
Kroongetuige à charge mr. H.A.M.T. Kolfschoten, ten tijde van de liquidatie secretaris en directeur van de Rooms-Katholieke Staatspartij, hield tijdens de bezettingsjaren minutieus een dagboek bij waarin hij schreef over Franssen en zijn samenwerking met de SD. Kolfschoten stelde dat Franssen “vrijwillige en deskundige hulp” aan de Duitsers had verleend en daarmee het Nederlandse verenigingsleven “met de grond gelijk” had gemaakt.
Uiteindelijk werd Franssen op 17 december 1948 veroordeeld tot 3 jaar gevangenisstraf, verloor hij zijn passief en actief kiesrecht en werd hij voor het leven uitgesloten van het recht tot het uitoefenen van het beroep van advocaat. Doordat hij reeds 3 jaar in de gevangenis had doorgebracht, kwam hij na zijn veroordeling op vrije voeten.